# Taurean Green
Taurean James Green (Boca Ratón, Florida, 28 de noviembre de 1986) es un exjugador de baloncesto estadounidense. Es hijo del también jugador de baloncesto Sidney Green.

## Carrera

### Universidad
Green jugó tres temporadas en la Universidad de Florida, donde consiguió dos campeonatos universitarios de la NCAA con los Gators en 2006 y 2007. Fue nombrado MVP del Torneo Midwest Regional de 2007 y en el segundo mejor quinteto de la Southeastern Conference en sus temporadas sophomore y júnior. Finalizó su paso por los Gators como el 31ª máximo anotador de la historia de la universidad con 1.170 puntos. También terminó segundo en porcentaje de tiros libres (85.6%), séptimo en asistencias (400) y empatado en el octavo puesto en triples conseguidos con 186. 
En sus temporadas júnior y sophomore promedio 13,3 puntos por partido, finalizando en esta última en la 16.ª posición en porcentaje de tiros libres en la nación con 88,6%. Fue nombrado MVP del Coaches vs. Cancer Classic Final Four tras anotar 23 puntos en cada uno de los partidos ante Wake Forest Demon Deacons y Syracuse Orange. También fue elegido MVP del Torneo de la Southeastern Conference de 2006, firmando 16 puntos en tres encuentros. En su campaña freshman sus números fueron de 3,9 puntos y 2,2 rebotes en 18,9 minutos por partido.

### NBA
Green fue seleccionado en la 52.ª posición de la segunda ronda del Draft de 2007 por Portland Trail Blazers. El 21 de febrero de 2008 fue traspasado a Denver Nuggets por Von Wafer.
Tras jugar solamente 9 partidos con los Nuggets, el 28 de julio de 2008 fue traspasado a New York Knicks junto a Bobby Jones y una elección de segunda ronda de draft de 2010 a cambio de Renaldo Balkman.

### Europa
Sin llegar a debutar en los Knicks se marchó al CAI Zaragoza el 2 de agosto de 2008. Al final de esa temporada abandona el equipo para irse a la liga griega y el 24 de agosto de 2009 ficha por el AEK Atenas.
Tras una única temporada en Grecia, en el verano del 2010 regresó a la liga ACB, fichando por el Gran Canaria 2014. Tras temporada y media en dicho club rescindió el contrato en febrero de 2012.

## Estadísticas de su carrera en la NBA

### Temporada regular
| Año     | Equipo   | PJ | PT | MPP | %TC  | %3P  | %TL   | RPP | APP | ROB | TPP | PPP |
| ------- | -------- | -- | -- | --- | ---- | ---- | ----- | --- | --- | --- | --- | --- |
| 2007-08 | Portland | 8  | 0  | 5.5 | .250 | .125 | 1.000 | .5  | 1.0 | .1  | .0  | 2.1 |
| 2007-08 | Denver   | 9  | 0  | 3.3 | .333 | .333 | .750  | .7  | .3  | .1  | .0  | 1.1 |
| Total   | Total    | 17 | 0  | 4.4 | .280 | .182 | .917  | .6  | .6  | .1  | .0  | 1.6 |